# Phil Mickelson
Philip Alfred Mickelson (* 16. června 1970 San Diego, Kalifornie, USA) je americký profesionální golfista, který hraje v americké PGA Tour.
Je přezdíván Lefty, protože odpaluje jako leváci, přestože je pravák.
Vyhrál 6 turnajů kategorie Major (3x Masters 2004, 2006 a 2010, US PGA championship 2005 a 2021, a The Open 2013). Ke kariérnímu Grandslamu mu chybí vyhrát US Open, kde má jiný rekord – celkem 6x skončil na US Open druhý.
Golf začal hrát, když mu bylo pouhých 1,5 roku.

## Výsledky
| Turnaje               | 2001 | 2002 | 2003 | 2004 | 2005 | 2006 | 2007 | 2008 | 2009 | 2010 | 2011 | 2012 | 2013 | 2014 |
| --------------------- | ---- | ---- | ---- | ---- | ---- | ---- | ---- | ---- | ---- | ---- | ---- | ---- | ---- | ---- |
| Masters Tournament    | 3    | 3    | 3    | 1    | 10   | 1    | T24  | T5   | 5    | 1    | T27  | T3   | T54  | CUT  |
| US Open               |      |      |      |      |      |      |      | T18  | T2   | T4   | T54  | T65  | T2   |      |
| The Open Championship |      |      |      |      |      |      |      | T19  | DNP  | T48  | T2   | CUT  | 1    |      |
| PGA Championship      |      |      |      |      | 1    |      |      | T7   | T3   | T12  | T19  | T36  | T72  |      |

Legenda
- DNP = nezúčastnil se
- CUT = neprošel cutem
- T = dělený
- zelené pozadí znamená vítězství, žluté znamená umístění do desátého místa.